# علم الأحياء الزراعي
علم الأحياء الزراعي هو العلم الذي يدرس كيفية ارتباط تغذية النبات أو المحاصيل، والنمو، والإنتاج، بإدارة التربة. علم الأحياء الزراعي هو مجال دراسي متعدد التخصصات يوفر فهمًا شاملاً للعلاقات المعقدة بين المحاصيل والتربة والبيئة. يتكون علم الأحياء الزراعي من العديد من التخصصات القائمة على العلوم بما في ذلك بيولوجيا النبات والتغذية، والهندسة الزراعية، وعلم البيئة، وعلم الوراثة، والبيولوجيا الجزيئية، وعلوم التربة. تشمل المواضيع البارزة التي تنطوي على ممارسات علم الأحياء الزراعي ما يلي على سبيل المثال لا الحصر: دور الكائنات الحية الدقيقة في التربة في كل من أنظمة الزراعة التقليدية والمستدامة، وتأثيرات دمج الثروة الحيوانية في أنظمة الزراعة المستدامة، واستخدام التكنولوجيا الحيوية وعلاقتها بالبيولوجيا الزراعية.

## الكائنات الحية الدقيقة في التربة في النظم الزراعية
يشكل ميكروبيوم التربة النباتية نظامًا بيئيًا معقدًا حيث تتفاعل النباتات والكائنات الحية الدقيقة بشكل متبادل، وتلعب أدوارًا محورية في بقاء بعضها البعض. يشير هذا المصطلح إلى العلاقة التكافلية الموجودة بين النباتات ومجموعة متنوعة من الكائنات الحية الدقيقة التي تعيش في بيئة التربة المحيطة بها، بما في ذلك البكتيريا والعتائق والفطريات. تمت دراسة التأثيرات طويلة المدى على ميكروبيوم التربة في كل من الممارسات الزراعية التقليدية والمستدامة.

## روابط خارجية
- "Journal of Agrobiology". University of South Bohemia in České Budějovice. ISSN:1804-2686. مؤرشف من الأصل في 2022-08-11. {{استشهاد بدورية محكمة}}: الاستشهاد بدورية محكمة يطلب |دورية محكمة= (مساعدة)